# Vinko Mihanović
Vinko Mihanović (Split, 23. kolovoza 1967.) hrvatski je glumac i maratonac.

## Profesionalna karijera
Prvu kazališnu predstavu Euripidovu Elektru odigrao je 11. kolovoza 1988. godine na Splitskom ljetu u produkciji HNK Split i režiji Paola Magellija. Od tada pa do danas odigrao je preko 100 različitih uloga u brojnim predstavama, serijama i filmovima. U dosadašnjoj karijeri odigrao je preko 3500 predstava.
Godine 1989. upisuje Akademiju dramske umjetnosti u Zagrebu, smjer gluma. Odmah po završetku studija napušta Hrvatsko narodno kazalište u Splitu gdje je radio tijekom školovanja te odlazi u Hrvatsko narodno kazalište Ivana pl. Zajca u Rijeci. Po povratku iz Rijeke, kratko radi u Gradskom kazalištu lutaka Split, a onda 1998. započinje suradnju s Gradskim kazalištem mladih Split, a od travnja 2001. je i službeno je član profesionalnog glumačkog ansambla gdje i danas radi. Osim kao glumac 1998. do danas angažiran je i kao voditelj Dramskog studija za mladež za srednjoškolce iz kojeg su svih ovih godina proizašli brojni mladi hrvatski glumci. Radio je kao radijski voditelj.
Od 2011. do 2023. (pot)predsjednik Kazališnog vijeća GKM Split. Član je Hrvatskog društva dramskih umjetnika (HDDU) - najviše strukovne udruge dramskih umjetnika u Hrvatskoj, Hrvatskog centra za dramski odgoj (HCDO). Dvije godine za redom, 2019. i 2020. član žirija Dramskog programa Splitskog ljeta. U prvoj dekadi 2000-ih višegodišnji član žirija Lidrana za skupne scenske nastupe.
Od 2000. do 2003. godine, a u organizaciji Vijeća Europe, sudionik je projekata “Les theatrales des jeunes en Europe” koji su se održavali u Strasbourgu (Bussang). Osnivač je, pokretač i realizator nekoliko samostalnih višegodišnjih projekata koji su realizirani u splitskim domovima za djecu Maestral i Centru za odgoj Brda u okviru projekta “STOP nasilju – Možemo i drugačije”, a koji su bili dio globalnog projekta “Theatre against the violence (Kazalištem protiv nasilja)" za prevenciju nasilja među mladima. Sudionik i velikog glazbenog projekta "Groove mix" u Topuskom 2003. godine.
Istrčao 1 maraton ("Marathon de "Paris") i 24 polumaratona (najbrži "Amsterdam Halfmarathon") te brojne druge kraće utrke.[nedostaje izvor]

## Vanjske poveznice
- Službena web-stranica
- Profil, IMDB